# Habib Hasanov
Habib Rahim oglu Hasanov (en azerí: Həbib Rəhim oğlu Həsənov; Agzibir, 5 de agosto de 1922 - Bakú, 2004) fue un estadista azerbaiyano, ministro de Silvicultura de la República Socialista Soviética de Azerbaiyán (1981–1988), primer secretario del Comité del raión de Tovuz del Partido Comunista de la RSS de Azerbaiyán (1974–1980), primer secretario del Comité del raión de Amasiay del Partido Comunista de la RSS de Armenia (1956-1960), vicepresidente del Presidium del Soviet Supremo de la RSS de Armenia, periodista de honor de la RSS de Armenia.

## Biografía
Habib Hasanov nació el 5 de agosto de 1922 en el pueblo de Agzibir. Desde 1941 trabajó como maestro y luego como director de una escuela del pueblo en el raion de Khazar. Desde 1947 asistió a la Escuela Superior del Partido en Moscú, trabajó como jefe de departamento del Comité del Partido raión de Azizbekov de Armenia, segundo secretario del Comité del Partido Echmiadzin y primer secretario del raión de Amasiay.
Entre 1961 y 1974 fue editor en jefe del Armenia Soviética. También fue vicepresidente del Presidium del Sóviet Supremo de la República Socialista Soviética de Armenia. Desde 1974 trabajó como primer secretario del Comité del raión de Tovuz del Partido Comunista de la RSS de Azerbaiyán, desde 1980 como presidente del Comité Forestal Estatal de la RSS de Azerbaiyán, desde 1981 hasta 1988 como ministro de Silvicultura de la RSS de Azerbaiyán.
Habib Hasanov fue elegido repetidamente miembro del Comité Central del Partido Comunista de la República Socialista Soviética de Armenia, 5 veces diputado del Sóviet Supremo de la República Socialista Soviética de Armenia, 3 veces diputado del Sóviet Supremo de la República Socialista Soviética de Azerbaiyán.
Habib Hasanov falleció en el año 2004 en la ciudad de Bakú.

## Premios y títulos
- Orden de la Bandera Roja del Trabajo
- Orden de Lenin